# Champ Car Series 1999
De Champ Car Series 1999 was het eenentwintigste CART kampioenschap dat gehouden werd tussen 1979 en 2007. Het werd gewonnen door Juan Pablo Montoya, die met gelijke punten eindigde als Dario Franchitti, maar de Schot had minder races gewonnen en werd daardoor pas als tweede geklasseerd in het kampioenschap. De Uruguayaanse autocoureur Gonzalo Rodríguez verloor het leven tijdens de trainingen van de race op Laguna Seca in Monterey. Tijdens de laatste race van het seizoen in Fontana was er opnieuw een dodelijk ongeval. De Canadese coureur Greg Moore kwam om het leven toen hij met een snelheid van 380 km/h van het circuit ging en frontaal een betonnen muur inreed.

## Races
|    | Datum        | Circuit                         | Winnaar              | Tweede             | Derde                | Pole position        |
| -- | ------------ | ------------------------------- | -------------------- | ------------------ | -------------------- | -------------------- |
| 1  | 21 maart     | Homestead-Miami Speedway        | Greg Moore           | Michael Andretti   | Dario Franchitti     | Greg Moore           |
| 2  | 9 april      | Twin Ring Motegi                | Adrián Fernández     | Gil de Ferran      | Christian Fittipaldi | Gil de Ferran        |
| 3  | 18 april     | Stratencircuit Long Beach       | Juan Pablo Montoya   | Dario Franchitti   | Bryan Herta          | Tony Kanaan          |
| 4  | 2 mei        | Nazareth Speedway               | Juan Pablo Montoya   | P.J. Jones         | Paul Tracy           | Juan Pablo Montoya   |
| 5  | 15 mei       | Jacarepaguá                     | Juan Pablo Montoya   | Dario Franchitti   | Christian Fittipaldi | Christian Fittipaldi |
| 6  | 29 mei       | Gateway International Raceway   | Michael Andretti     | Hélio Castroneves  | Dario Franchitti     | Juan Pablo Montoya   |
| 7  | 6 juni       | Milwaukee Mile                  | Paul Tracy           | Greg Moore         | Gil de Ferran        | Hélio Castroneves    |
| 8  | 20 juni      | Portland International Raceway  | Gil de Ferran        | Juan Pablo Montoya | Dario Franchitti     | Juan Pablo Montoya   |
| 9  | 27 juni      | Cleveland                       | Juan Pablo Montoya   | Gil de Ferran      | Michael Andretti     | Juan Pablo Montoya   |
| 10 | 11 juli      | Road America                    | Christian Fittipaldi | Michael Andretti   | Adrián Fernández     | Michael Andretti     |
| 11 | 18 juli      | Stratencircuit Toronto          | Dario Franchitti     | Paul Tracy         | Christian Fittipaldi | Gil de Ferran        |
| 12 | 25 juli      | Michigan International Speedway | Tony Kanaan          | Juan Pablo Montoya | Paul Tracy           | Jimmy Vasser         |
| 13 | 8 augustus   | Belle Isle Park                 | Dario Franchitti     | Paul Tracy         | Greg Moore           | Juan Pablo Montoya   |
| 14 | 15 augustus  | Mid-Ohio Sports Car Course      | Juan Pablo Montoya   | Paul Tracy         | Dario Franchitti     | Dario Franchitti     |
| 15 | 22 augustus  | Chicago Motor Speedway          | Juan Pablo Montoya   | Dario Franchitti   | Jimmy Vasser         | Massimiliano Papis   |
| 16 | 5 september  | Stratencircuit Vancouver        | Juan Pablo Montoya   | Patrick Carpentier | Jimmy Vasser         | Juan Pablo Montoya   |
| 17 | 12 september | Laguna Seca                     | Bryan Herta          | Roberto Moreno     | Massimiliano Papis   | Bryan Herta          |
| 18 | 26 september | Stratencircuit Houston          | Paul Tracy           | Dario Franchitti   | Michael Andretti     | Juan Pablo Montoya   |
| 19 | 17 oktober   | Surfers Paradise                | Dario Franchitti     | Massimiliano Papis | Adrián Fernández     | Dario Franchitti     |
| 20 | 1 november   | California Speedway             | Adrián Fernández     | Massimiliano Papis | Christian Fittipaldi | Scott Pruett         |

## Eindrangschikking (Top 10)
| Rank | Rijder               | Ptn |
| ---- | -------------------- | --- |
| 1.   | Juan Pablo Montoya   | 212 |
| 2.   | Dario Franchitti     | 212 |
| 3.   | Paul Tracy           | 161 |
| 4.   | Michael Andretti     | 151 |
| 5.   | Massimiliano Papis   | 150 |
| 6.   | Adrián Fernández     | 140 |
| 7.   | Christian Fittipaldi | 121 |
| 8.   | Gil de Ferran        | 108 |
| 9.   | Jimmy Vasser         | 104 |
| 10.  | Greg Moore           | 97  |